# Későnérők
A Későnérők (eredeti cím: Laggies) 2014-es amerikai romantikus filmvígjáték, amelyet Lynn Shelton rendezett és Andrea Seigel írt. A főbb szerepekben Keira Knightley, Chloë Grace Moretz, Sam Rockwell, Kaitlyn Dever, Jeff Garlin, Ellie Kemper, Mark Webber és Daniel Zovatto látható.
A filmet 2014. január 17-én mutatták be a Sundance Filmfesztiválon, majd az Amerikai Egyesült Államokban október 24-én mutatták be korlátozott számú mozikban. Magyarországon 2015. január 29-én jelent meg a Big Bang Media forgalmazásában.

## Cselekmény
Tíz évvel a középiskola után Megan Samuels még mindig a barátjával, Anthonyval jár, és nagyon jó barátnők a gimnáziumi társaival, Allisonnal, Savannah-val és Danielle-lel.
Kisegítőként dolgozik apja adóhivatalában, és még mindig nem döntött, hogy mit akar kezdeni az életével. Barátnője esküvőjén barátja, Anthony meg akarja kérni a kezét. Megannak azonban sikerül leállítania a férfit.
Egy véletlen folytán Megant megkeresi a fiatal Annika Hunter, hogy vegyen neki és barátainak alkoholt. Megan eltölt még néhány órát Annikával és barátaival, és teljesen megfeledkezik barátnője esküvőjéről. Késő este tér vissza barátnője házához, és ketten egy spontán esküvőt terveznek.
Megant a barátja rábeszéli, hogy vegyen részt egy személyiségszemináriumon. Útközben Megan kap egy meglepő telefonhívást Annikától, aki arra kéri, játssza el Annika anyukáját az iskolai szülői értekezleten, amibe Megan beleegyezik. Annika tanára aggódik, hogy Annika nem fordít kellő figyelmet a jövőjére, és szeretne Annikával és az anyukájával közösen kidolgozni egy tervet. Megannak sikerül meggyőznie Annika tanárát, hogy ő vigyázna rá, mint az anyukája.
Ahelyett, hogy a meghirdetett személyiségszemináriumra menne, Megan úgy dönt, a hetet Annikával tölti. Együtt mennek el egy buliba, ahonnan nagyon későn térnek haza, és Annika besurran Megan szobájába. Annika apja, Craig azonban rájön, valaki más van ott, és konfrontálódik Megannal. A férfi azonban megengedi, hogy a lány velük töltse az éjszakát. A következő napokat Annikával és az apjával tölti, sőt Annikával együtt elmegy az anyjához is. Annika anyja bevallja Megannak, nem tudott megbirkózni azzal, hogy Annika anyja legyen, ezért elhagyta Annikát és az apját.
Megan és Annika véletlenül találkoznak Megan barátnőjével, Allisonnal. Némi rábeszélés után megígéri, hogy nem árulja el Megant Anthonynak. Egy este Craig és Megan elmennek inni egyet, és utána csókolóznak. Másnap reggel Annika meglátja Craiget és Megant csókolózni. Annika megzavarodik ettől, és beszél erről Megannal. Amikor Annika később véletlenül megtalálja Megan táskájában Anthony eljegyzési gyűrűjét, azt hiszi, Megan csak játszott Annika apjával.
A bevásárlóközpontból hazafelé menet Patrick balesetet szenved Megan, Annika és barátaik autójában. Mielőtt a rendőrség megérkezik, Patrick bevallja, hogy részeg. Megan ezért azt mondja a rendőröknek, ő maga vezetett. Mivel előző este sok alkoholt ivott, és Craig reggel erős alkoholos másnaposság ellenszert adott neki, az alkohol még mindig a szervezetében van. Letartóztatják ittas vezetésért. Craig elmegy a börtönbe, hogy kiszabadítsa a nőt. A nő bevallja neki, néhány nap múlva megnősül. Craig ezután elhagyja a börtönt. Megant hamar kiengedik, mert az alkohol mennyisége nagyon kicsi volt.
Megan visszatér Anthonyhoz. Röviddel a Las Vegasba tervezett esküvőre való indulás előtt Megan rájön, ő és Anthony a múltban ragadtak, és véget vet a kapcsolatuknak. Megan elmegy Craighez, és egy második esélyt kér tőle.

## Szereplők
| Szerep        | Színész                | Magyar hang       |
| ------------- | ---------------------- | ----------------- |
| Megan Samuels | Keira Knightley        | Zsigmond Tamara   |
| Annika Hunter | Chloë Grace Moretz     | Kántor Kitty      |
| Craig Hunter  | Sam Rockwell           | Holl Nándor       |
| Allison       | Ellie Kemper           | Mezei Kitty       |
| Anthony       | Mark Webber            | Moser Károly      |
| Misty         | Kaitlyn Dever          | Pekár Adrienn     |
| Bethany       | Gretchen Mol           | Orosz Anna        |
| Ed Samuels    | Jeff Garlin            | Faragó András     |
| Savannah      | Sara Coates            | Kokas Piroska     |
| Danielle      | Kirsten deLohr Helland | Sipos Eszter Anna |
| Junior        | Daniel Zovatto         | Timon Barnabás    |
| Patrick       | Dylan Arnold           | Baráth István     |
| Linda         | Jodi Thelen            | Fabó Györgyi      |

### Magyar változat
- Bemondó: Korbuly Péter
- Magyar szöveg: Paár Judit
- Hangmérnök: Erdélyi Imre
- Vágó: Wünsch Attila
- Gyártásvezető: Németh Piroska
- Szinkronrendező: Dobay Brigitta
- Produkciós vezető: Szép Erzsébet

A szinkront az SDI Media Hungary készítette el.

## A film készítése
Mielőtt Keira Knightley csatlakozott volna a filmhez, Anne Hathawayt Moretz mellett a főszerepre jelölték, de a Csillagok között című filmmel való ütemezési problémái miatt kiszállt a projektből. 2013 decemberében jelentették be, hogy a Későnérők szerepelni fog a 2014-es Sundance Filmfesztivál programjában. A forgatás 2013 júniusának első hetében kezdődött Seattle-ben és környékén. A forgatás 26 nap alatt 23 helyszínen zajlott, és július elején fejeződött be.
Az író és a rendező kifejtette, hogy a „Laggies” címválasztás összetett döntés volt. Shelton elmondta, a film forgatása előtt soha nem hallotta ezt a kifejezést, de a forgatókönyvíró, Andrea Seigel ragaszkodott hozzá, hogy ez egy általános kifejezés a felnőtt lazsálókra. A film készítése közben Shelton rájött ugyan, hogy Seigelen kívül senki sem hallott még a laggiesről, de a cím megragadt. A filmet az Egyesült Királyságban Say When, Franciaországban pedig Girls Only címmel mutatták be.